# 1968年メキシコシティーオリンピックのメキシコ選手団
1968年メキシコシティーオリンピックのメキシコ選手団（1968ねんメキシコシティーオリンピックのメキシコせんしゅだん）は、1968年10月12日から10月27日にかけてメキシコの首都メキシコシティーで開催された1968年メキシコシティーオリンピックのメキシコ選手団、およびその競技結果。

## 概要
今大会は開催国として迎え、金メダル3個、銀メダル3個、銅メダル3個、合計9個のメダルを獲得した。メキシコ勢として金メダルおよび銀メダルの獲得数は過去最多、合計メダル数も過去最多を記録した。

## メダル
| メダル | 選手名                   | 競技 | 種目           |
| ------ | ------------------------ | ---- | -------------- |
| 銀     | ホセ・ペドラサ           | 陸上 | 男子20km競歩   |
| 銅     | マリア・テレサ・ラミレス | 競泳 | 女子800m自由形 |